# Капецитабін
Капецитабін (лат. Capecitabinum, англ. Capecitabine) — синтетичний лікарський препарат, який за своєю структорою є аналогом піримідинових основ (похідне фторпіримідину карбамату), та проліками іншого лікарського препарату — 5-фторурацилу. Капецитабін застосовується перорально. Капецитабін розроблений у лабораторії компанії «Genentech» (яка є частиною «Hoffmann-La Roche»), яка розпочала випуск препарату під торговою маркою «Кселода».

## Фармакологічні властивості
Капецитабін — синтетичний лікарський засіб, який за своєю хімічною структурою є аналогом піримідинових основ нуклеїнових кислот. Механізм дії препарату полягає в інгібуванні ферменту тимідинсинтетази активними метаболітами препарату, що призводить до блокування синтезу ДНК та інгібування синтезу РНК унаслідок включення метаболіту препарату в структуру нуклеїнових кислот, наслідком чого є припинення мітозу. Оскільки мітотична активність більш виражена у клітин, які швидко ростуть, а також у цих клітинах значно вищою є активність тимідінсинтетази, то капецитабін є більш активним до клітин злоякісних пухлин із мінімальною активністю до клітин здорових тканин. Окрім того, завдяки підвищеній активності тимідінфосфорилази — фермента, який сприяє перетворенню капецитабіна в 5-фторурацил — в пухлинних клітинах, то це забезпечує меншу токсичність і більшу ефективність капецитабіну в порівнянні з 5-фторурацилом. Капецитабін застосовується як протипухлинний препарат при різних видах раку: раку стравоходу, шлунку, підшлункової залози, первинного та метастатичного молочної залози, колоректальної зони, печінки, яєчників, шийки матки, нирки, жовчевого міхура. При застосуванні капецитабіну спостерігається менше побічних ефектів, ніж при застосуванні інших хіміотерапевтичних препаратів, найчастішим з яких є долонно-підошовний синдром, який найчастіше легко купується зниженням дози препарату або перервою в застосуванні капецитабіну. Сам капецитабін не є цитотоксичним препаратом, проте його основним метаболітом є 5-фторурацил, тому застосування капецитабіну при вагітності може призвести як до народження дитини із чисельними вадами розвитку, так і до самовільного переривання вагітності або народження мертвої дитини.

### Фармакокінетика
Капецитабін швидко всмоктується після перорального застосування, біодоступність препарату становить 70 %. Максимальна концентрація препарату в крові спостерігається протягом 2 годин після прийому препарату. Капецитабін швидко метаболізується до дезокси-5-фторцитидину, а пізніше до дезокси-5-фторуридину, та далі до 5-фторурацилу під дією ферменту тимідинфосфорилази вже безпосередньо в пухлинній тканині. Сам капецитабін добре зв'язується з білками плазми крові, зв'язування його метаболітів з білками є різним (частина з них добре зв'язується з білками плазми, частина зв'язується погано). Капецитабін погано проникає через гематоенцефалічний бар'єр, через плацентарний бар'єр, даних за проникнення препарату в грудне молоко немає. Метаболізується капецитабін у печінці з утворенням спочатку активних, пізніше неактивних метаболітів. Виводиться препарат із організму переважно з сечею, частково з калом. Період напіввиведення капецитабіну становить 0,7–1,14 години, при порушенні функції печінки цей час може збільшуватися.

## Покази до застосування
Капецитабін застосовують для лікування раку стравоходу, шлунку, колоректального раку, та раку молочної залози, як первинному, так і метастатичному в поєднанні з доцетакселом.

## Побічна дія
При застосуванні капецитабіну побічні ефекти спостерігаються рідше, ніж при застосуванні 5-фторурацилу. Серед побічних ефектів препарату найчастішим є долонно-підошовний синдром, який найчастіше легко купується зниженням дози препарату або перервою в застосуванні капецитабіну. Частими побічними ефектами препарату також є нейтропенія, діарея, нудота, блювання, стоматит і алопеція. Іншими побічними ефектами капецитабіну є:
- Алергічні реакції та з боку шкірних покривів — дерматит, шкірний висип, свербіж шкіри, гарячка, гіперпігментація і тріщини шкіри, задишка, кашель.
- З боку травної системи — запор, біль у животі, диспепсія, зниження апетиту, метеоризм, кандидоз ротової порожнини.
- З боку нервової системи — головний біль, запаморочення, сонливість або безсоння, парестезії, підвищена втомлюваність, астенічний синдром, підвищене сльозовиділення, порушення смаку.
- З боку серцево-судинної системи — явища кардіотоксичності у хворих ІХС, периферичні набряки.
- З боку опорно-рухового апарату — міалгія, біль у попереку, біль у кінцівках.
- Зміни в лабораторних аналізах — анемія, тромбоцитопенія, лейкопенія, лімфоцитопенія, гранулоцитопенія, підвищення рівня білірубіну в крові.
- Інші побічні ефекти — обезводнення, зниження маси тіла, запалення слизових оболонок при застосуванні під час вагітності можливі внутрішньоутробна загибель плода, вади розвитку плода, затримка росту плода, ембріональна токсичність.

## Протипокази
Капецитабін протипоказаний при підвищеній чутливості до препарату або інших похідних фторпіримідину, важких побічних реакціях при застосуванні інших похідних фторпіримідину, хворим у віці менш ніж 18 років, вагітності та годуванні грудьми. З обережністю препарат призначається хворим ІХС, із печінковою або нирковою недостатністю та особам старшим 80 років.

## Форми випуску
Капецитабін випускається у вигляді таблеток по 0,15 і 0,5 г.